# Neoterebra limatula
Neoterebra limatula é uma espécie de gastrópode do gênero Neoterebra, pertencente a família Terebridae.